# NGC 4947
NGC 4947 est une galaxie spirale intermédiaire située dans la constellation du Centaure. Sa vitesse par rapport au fond diffus cosmologique est de 2 700 ± 22 km/s, ce qui correspond à une distance de Hubble de 39,8 ± 2,8 Mpc (∼130 millions d'al). NGC 4947 a été découverte par l'astronome britannique John Herschel en 1834. Cette galaxie a aussi été observée par l'astronome américain Lewis Swift le 28 mars 1898 et elle a été inscrite à l'Index Catalogue sous la cotes IC 3974.
La classe de luminosité de NGC 4947 est II et elle présente une large raie HI. Elle renferme également des régions d'hydrogène ionisé.
À ce jour, 13 mesures non basées sur le décalage vers le rouge (redshift) donnent une distance de 31,915 ± 6,371 Mpc (∼104 millions d'al), ce qui est à l'intérieur des valeurs de la distance de Hubble. Notons cependant que c'est avec la valeur moyenne des mesures indépendantes, lorsqu'elles existent, que la base de données NASA/IPAC calcule le diamètre d'une galaxie et qu'en conséquence le diamètre de NGC 4947 pourrait être d'environ 40,5 kpc (∼132 000 al) si on utilisait la distance de Hubble pour le calculer.

## Groupe de NGC 4947
NGC 4947 est la galaxie la plus brillante d'un trio de galaxies qui porte son nom. Les deux autres galaxies du groupe de NGC 4947 sont NGC 4947A (PGC 45180) et ESO 381-41.